# La poliziotta a New York
La poliziotta a New York è un film italiano del 1981 diretto da Michele Massimo Tarantini.

## Trama
Mac Caron, stupido e inetto poliziotto di New York, vuole incastrare due bande di spacciatori in lotta fra loro. In suo aiuto fa arrivare Gianna Amicucci e l'agente Tarallo dall'Italia. I due si sostituiscono, rispettivamente, alla donna e alla guardia del corpo del boss Big John, perché sosia perfetti dei primi due e alla fine, dopo vari inseguimenti, malintesi e scazzottate, risolvono il caso.

## Produzione

### Luoghi delle riprese
Le scene con Edwige Fenech e Alvaro Vitali che corrono nel Central Park sono girate a New York mentre quelle finali all'aeroporto sono state girate all'Aeroporto di Guidonia.